# جيمس ج. كوك
جيمس ج. كوك (بالإنجليزية: James J. Cooke)‏ (2 أغسطس 1939 - 28 مارس 2016) مؤرخ ومؤلف وأكاديمي وجندي أمريكي. معروف لدراسته للقوات المسلحة الأمريكية خلال الحرب العالمية الأولى.
في أغسطس 1990 أثناء سير أحداث عملية درع الصحراء في المملكة العربية السعودية استدعى الجيش كل ضابط ناطق باللغة العربية. كان اسم كوك وهو برتبة مقدم من ذوي الخبرة الاستخباراتية بالقرب من رأس القائمة. غادر الحرس الوطني للعودة إلى الجيش النظامي وتم تعيينه في جي2 (المخابرات)، الفيلق المحمول جوا الثامن عشر. تم تعيينه كضابط اتصال في المخابرات لقيادة منطقة المنطقة الشرقية في السعودية مع سلطة تمتد إلى الحدود السعودية الكويتية.
في يناير حول الفيلق المحمولة جوا الثامن عشر منطقة عملياتها غربا. تم تعيين كوك الذي يتحدث باللغة الفرنسية بطلاقة كضابط اتصال في سلاح المخابرات مع شعبة أيل الشادن الفرنسية كجزء من عملية داغيت. خلال عملية عاصفة الصحراء شهد كوك وفرقته قتال شديد وفي نهاية الحرب احتلوا مدينة سلمان في العراق. لخدمته القتالية حصل كوك على ميدالية النجمة البرونزية.
كان داعما قويا لمفهوم أن الأستاذ الجامعي كان ملزما بالبحث والنشر والتعليم حيث بدأ من خلال كتابة المقالات في مجلات العالم الإسلامي واستعراض الدراسات الأفريقية وأفريقيا الربع سنوية (نيودلهي، الهند) ومجلة العلوم السياسية الهندية والشؤون العسكرية وغيرها. كتابه الأول الإمبريالية الفرنسية الجديدة: الجمهورية الثالثة والتوسع الاستعماري (1973) وكتابه الثاني فرنسا 1789 - 1962 (1975) نشر في انكلترا من قبل ديفيد وتشارلز المحدودة وكان الكتاب الثالث جهد تعاوني خلال عيون أجنبية: غربيون يشاهدون شمال أفريقيا (1982). في ذلك الوقت أسس كوك وألف هيجوي وكلود ستورجيل (جامعة فلوريدا) وغيرهم الجمعية التاريخية الاستعمارية الفرنسية.